# Los Abrigos
Los Abrigos est un port de pêche de l'île de Tenerife dans l'archipel des îles Canaries. Il fait partie de la commune de Granadilla de Abona.

## Situation
Los Abrigos se trouve sur la côte sud de Tenerife à proximité de l'aéroport de Tenerife-Sud (aeropuerto Reina Sofia) entre la localité de Las Chafiras située au nord-ouest et la station balnéaire d'El Médano implantée plus à l'est. Entre Los Abrigos et El Médano, se trouvent le volcan de la Montaña Roja et la Playa de La Tejita.

## Description
La localité s'est développée autour de son pittoresque port de pêche.
Elle est réputée pour ses restaurants de poissons et crustacés qui sont alignés en bordure du port.

## Fêtes
La localité célèbre pendant le mois de septembre les fêtes patronales en l'honneur de Saint Blaise comprenant entre autres une procession maritime. Cette procession comprend également les images de la Notre-Dame du Mont-Carmel et de Santo Hermano Pedro.
On célèbre aussi les festivités de Notre-Dame du Mont-Carmel le 16 juillet.